# Marie Thérèse Lega
Pour les articles homonymes, voir Lega.
Marie Thérèse Lega (Brisighella, 13 janvier 1812 - Cesena, 27 janvier 1890) est une religieuse italienne fondatrice des sœurs de la Sainte Famille et reconnue vénérable par l'Église catholique.

## Biographie
Anne Lega naît le 13 janvier 1812 à Brisighella. Elle reçoit une solide éducation religieuse dans le collège des sœurs dominicaines de Fognano (frazione de Brisighella), où elle reste jusqu'au 31 juillet 1831. Malgré l'opposition de ses parents, elle entree au monastère des dominicaines de Fognano, où elle prononce ses vœux religieux le 27 septembre 1835, prenant le nom de Marie Thérèse de l'Exaltation de la Croix. Elle est chargée d'instruire les jeunes femmes puis est nommée maîtresse des novices. Mais seules les filles riches sont accueillies à Fognano, c'est pourquoi elle se sent appelée à fonder un nouvel institut pour recevoir des filles pauvres.
Avec le soutien du pape Pie IX, Marie Thérèse fonde le 16 juillet 1871 à Modigliana les sœurs de la Sainte Famille du Tiers-Ordre Régulier de saint François pour accueillir des filles exposées aux dangers de la rue. Elle décède le 27 janvier 1890 à Cesena.

## Culte
Le procès diocésain pour la béatification est clôturé le 20 avril 1990. Elle est reconnue vénérable le 25 juin 1996 par Jean-Paul II.